# Byram, England
Byram är en ort i Storbritannien.   Den ligger i grevskapet North Yorkshire och riksdelen England, i den centrala delen av landet, 260 km norr om huvudstaden London. Byram ligger 26 meter över havet och antalet invånare är 1 406.
Terrängen runt Byram är platt, och sluttar österut. Runt Byram är det ganska tätbefolkat, med 214 invånare per kvadratkilometer. Närmaste större samhälle är Wakefield, 16,2 km väster om Byram. Trakten runt Byram består till största delen av jordbruksmark.